# 2002 TC302

Jämförelse mellan 2002 TC302 och ett antal andra transneptunska objekt (TNO).

2002 TC302 är ett stort objekt i Kuiperbältet. Den upptäcktes den 19 oktober 2002 av NEAT. vid Palomar-observatoriet. 2002 TC302 har en diameter på cirka 1 150 km och har ett medelavstånd från solen på cirka 55 AU.